# پل کاکس (کارگردان)
پل کاکس (انگلیسی: Paul Cox؛ ‏ ۱۶ آوریل ۱۹۴۰ – ۱۸ ژوئن ۲۰۱۶) کارگردان فیلم، عکاس، تدوین‌گر، تهیه‌کننده فیلم و فیلم‌نامه‌نویس اهل استرالیا بود.
از فیلم‌ها یا برنامه‌های تلویزیونی که وی در آن نقش داشته‌است، می‌توان به کاکتوس، جزیره، تبعید، مولوکای: داستان پدر دیمیان، رستگاری و جایی که مورچه‌های سبز خواب می‌بینند اشاره کرد.